# Olney (Anglia)
Olney – miasto i civil parish w Wielkiej Brytanii, w Anglii, w regionie South East England, w hrabstwie Buckinghamshire, w dystrykcie (unitary authority) Milton Keynes. W 2011 roku civil parish liczyła 6477 mieszkańców.
W tym mieście ma swą siedzibę klub piłkarski - Olney Town F.C. Olney jest wspomniana w Domesday Book (1086) jako Olnei.